# Eugeni (metge)
Eugeni (en llatí Eugenius en grec antic Ευγένιος) era un metge grec del qual només se sap que va viure al segle i aC o potser una mica abans. Algunes de les seves fórmules mèdiques les menciona Andròmac. També el cita Garipont, i per això sembla que algunes obres seves encara existien al segle xi, però més tard es van perdre.